# Discestra dentigera
Discestra dentigera är en fjärilsart som beskrevs av Evans 1837. Discestra dentigera ingår i släktet Discestra och familjen nattflyn. Inga underarter finns listade i Catalogue of Life.